# Claudia Koll
Claudia Koll (de naixement Claudia Maria Rosaria Colacione; 17 de maig de 1965) és una actriu italiana.

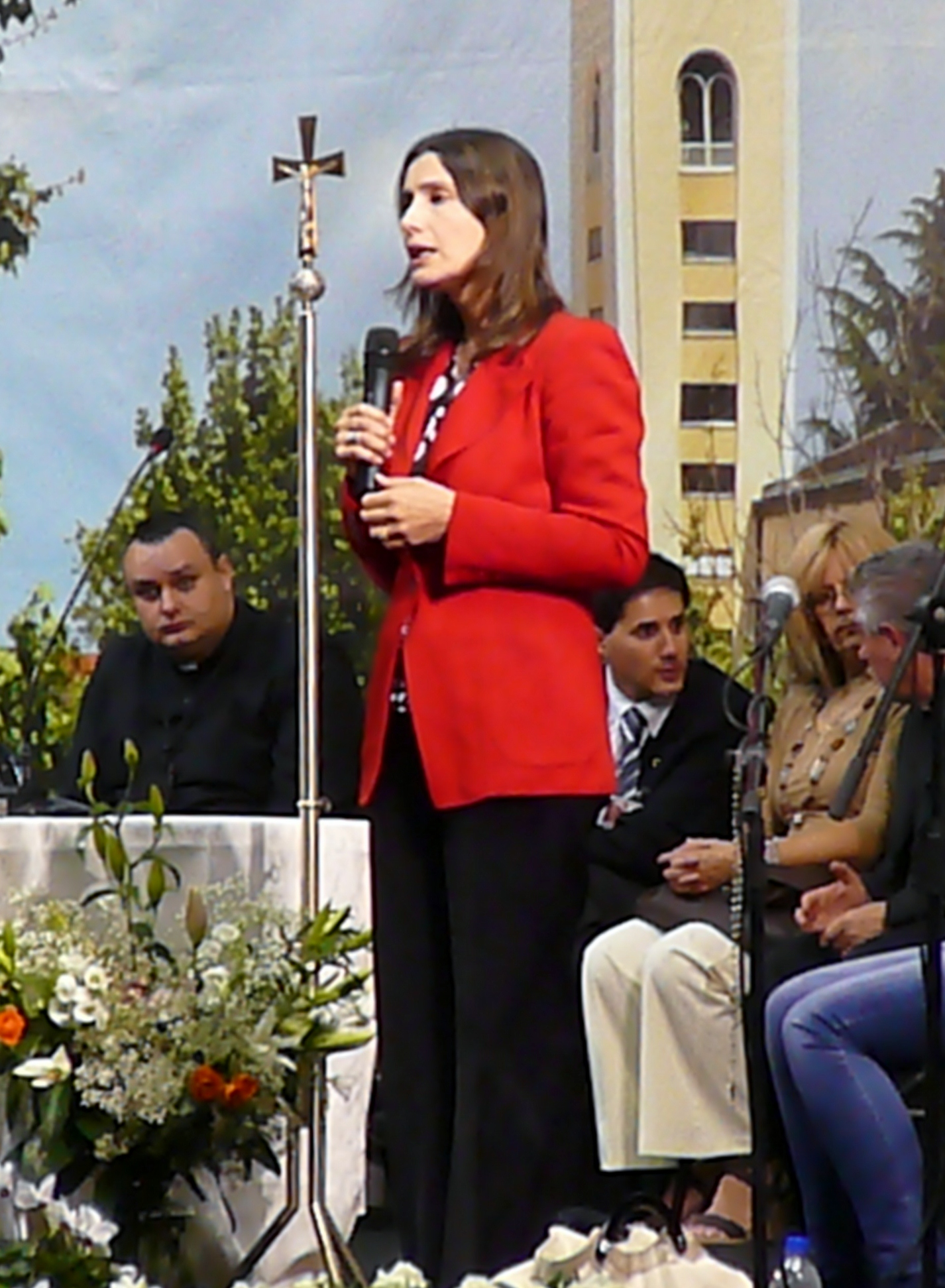
Claudia Koll el 2011 al PalaDesio, mentre testimonia la seva fe catòlica

## Biografia
Claudia Koll va néixer en Roma de pares italians i romanesos.
Koll va debutar com a actriu de cinema en 1989, però va aconseguir la fama pel seu paper en la pel·lícula eròtica Così fan tutte (1992), dirigida per Tinto Brass. Posteriorment, ha treballat principalment per al teatre i la televisió. Va aconseguir la seva major audiència en la popular sèrie de televisió Linda e il brigadiere (1997-2000) amb Nino Manfredi.
Va ser coanfitriona de l'edició de 1995 del Festival de la cançó de Sanremo.
Va tenir una educació catòlica, però quan se'n va anar de casa per a convertir-se en actriu, també va deixar l'Església. Com va dir en el seu testimoniatge, va començar a viure com li agradava, fent el que volia, en un esperit de rebel·lió contra tota autoritat. Va viure aquesta vida transgressora, va dir, durant molts anys, pensant que era la veritable llibertat, però el seu efecte real en ella va ser deixar-la psicològicament vulnerable i sense protecció. Un dia de l'any 2000, durant una sessió de meditació vagament budista, d'estil vagament "Nova Era"-com la que moltes persones del món de l'espectacle, va dir, utilitzen per a relaxar-se i poder concentrar-se en el seu treball, es va trobar, sense previ avís, aclaparada per una aterridora sensació d'estar en presència del mal i en perill mortal. En el seu temor va començar a recitar el Pare Nostre i va sentir que l'amenaça s'esvaïa. Segons l'exorcista Pare Francesco Bamonte, "la meditació transcendental... i una altra altres pràctiques de la Nova Era posen l'accent en les experiències 'fora del cos'" poden obrir potencialment la porta als atacs demoníacs.
Posteriorment Claudia Koll es va convertir en una devota catòlica. Participa en diverses activitats humanitàries i ha viatjat per tota Itàlia per a donar testimoniatge de la seva conversió i convidar als joves a tornar a l'oració i a la fe en Déu. En 2006 també va donar un commovedor testimoniatge en un servei de sanació a Malta, on també va tornar en 2016 per invitació del grup Magnificat per a parlar a l'església de Santa Catalina a La Valletta.
Koll es celíaca; de fet, va ser presidenta honoraria de l'Associació Italiana de Celíacs.

## Filmografia

### Cinema
- Orlando sei, dirigida per Dante Majorana (1989)
- Così fan tutte, dirigida per Tinto Brass (1992)
- Miracolo italiano, dirigida per Enrico Oldoini (1994)
- Uomini sull'orlo di una crisi di nervi, dirigida per Alessandro Capone (1995)
- Cucciolo, dirigida per Neri Parenti (1998)
- Io non lo so, dirigida per Paolo Damosso (2007)
- Petali di rosa, dirigida per Maximo De Marco (2007)
- Isabella De Rosis - Vita di amore, dirigida per Geo Coretti (2011)
- Il mio Francesco, dirigida per Paolo Damosso (2012)

### Televisió
- Una donna tutta sbagliata, dirigida per Mauro Severino – minisèrie de televisió (1988)
- Il commissario Corso – sèrie de televisió, ep. 1x9 (1991)
- Il giovane Mussolini, dirigida per Gianluigi Calderone – minisèrie de televisió (1993)
- Les amants de Rivière Rouge, dirigida per Yves Boisset – minisèrie de televisió (1996)
- Linda e il brigadiere, dirigida per Alberto Simone i Gianfrancesco Lazotti – minisèrie de televisió (1997-1998)
- Valeria medico legale, dirigida per Gianfrancesco Lazotti – minisèrie de televisió (2000)
- L'impero, dirigida per Lamberto Bava – minisèrie de televisió (2001)
- Maria Goretti, dirigida per Giulio Base – minisèrie de televisió (2003)
- Amiche, dirigida per Paolo Poeti – minisèrie de televisió (2004)
- Una cosa in mente - San Giuseppe Benedetto Cottolengo, dirigida per Paolo Damosso – film TV (2004)
- San Pietro, dirigida per Giulio Base – minisèrie de televisió (2005)

## Teatre
- Filosoficamente d'Eduardo De Filippo, dirigit per Carlo Merlo (1990)
- Teatro Danza amb la companyia Teatro Fantastico de Buenos Aires (1990)
- Medusa, dirigida per James Fitzgerald (1990)
- Uomini sull'orlo di una crisi di nervi, dirigida per Alessandro Capone (1990-1991)
- Alle volte basta un niente, dirigida per Pietro Garinei (1995-1997)
- La professione della signora Warren de George Bernard Shaw, dirigida per Patrick Rossi Gastaldi (1998)
- Ninotchka de Melchior Lengyl, dirigida per Filippo Crivelli (2000-2001)
- Prigioniero della seconda strada de Neil Simon, dirigida per Attilio Corsini (2006)
- La bottega dell’orefice de Karol Wojtyla, Claudia Koll i Mario Arturo Iannaccone (2014)